# 2I/Borisov
2I/Borisov – oorspronkelijk aangeduid met Q4 2019 C / (Borisov) – is een interstellaire komeet die met een hyperbolische baan het zonnestelsel doorkruist. Het is per 2019 het tweede interstellaire object na 'Oumuamua dat ontdekt is en het zonnestelsel bezoekt.
De komeet 2I/Borisov wordt alleen iets afgebogen door de zwaartekracht van de zon, maar er niet door gevangen. Het heeft de aarde eind december 2019 het dichtst genaderd op een afstand van 290 miljoen kilometer. Vanwege zijn baan en snelheid van 160.000 kilometer per uur zal de komeet het zonnestelsel weer verlaten.

## Ontdekking
Met een zelfgebouwde 65 centimeter telescoop ontdekte de amateur-astronoom Gennady Borisov op 30 augustus 2019 het object. De waarneming deed hij op de Krim bij het Krim Observatorium.
Hij meldde de positie van het object bij het Minor Planet Center van de Internationale Astronomische Unie. Samen met het centrum voor “Near-Earth Object Studies” bij NASA's Jet Propulsion Laboratory berekende hij de baan van de komeet. Hierbij bleek dat het vanuit een onbekend punt elders uit de Melkweg kwam en niet uit het zonnestelsel.
Volgens gegevens van de ruimtetelescoop Hubble is de komeet een opeenhoping van ijs en stofdeeltjes. De afmeting wordt geschat op 1000 x 500 meter.
Waarnemingen van begin april 2020 suggereerden dat de komeet in enkele delen uitelkaar gebroken was. Later werd geconcludeerd dat het een grote uitbarsting betrof omdat de massa van het fragment slechts een fractie was van die van de komeet. 
Midden 2020 was de komeet – op 800 miljoen kilometer van Jupiter – op zijn baan weer teruggekeerd naar de interstellaire ruimte. De komeet arriveerde in het zonnestelsel uit de richting van het sterrenbeeld Cassiopeia en verlaat het in de richting van het sterrenbeeld Telescoop.